# Есфандияр Рахим Машей
Есфандияр Рахим Машей (на персийски: اسفندیار رحیم‌مشایی Есфандия̀р Рахѝм Машаѝ) е ирански политик. Вицепрезидент на Иран през юли 2009 г., подава оставка след искане от върховния лидер аятолах Али Хаменеи.
Висш член на кабинета в администрацията на президента Махмуд Ахмадинеджад, работи там като ръководител на щаба от 2009 г. до 2013 г.
Като близък на президента Ахмадинеджад, на Машей се гледа от много ирански духовници като светски ориентиран националист. Той е критикуван от религиозните консерватори за предполагаеми „девиантни тенденции“, като например повишаване на иранското наследство и национализма над исляма, както и се застъпва за това духовенството да се отстрани от политическата сцена.
На 11 май 2013 г. с обществена подкрепа и одобрението на отиващия си президент Ахмадинеджад, Машей обявява, че ще се кандидатира за президентския пост на предстоящите избори. Въпреки това, молбата му е отхвърлена от Съвета на настойниците, които трябва да одобрят всички потенциални кандидати, както и окончателните резултати от изборите. Ахмадинеджад протестира срещу отказа и посочва решението на Съвета като акт на „потисничество“.

## Биография
Машей е роден на 16 ноември 1960 г. в Рамсар, Иран. Той има бакалавърска степен по електронно инженерство от Исфаханския технологичен университет.

### Кариера
Започва кариерата си в разузнавателна единица от гвардейците на ислямската революция, където той се присъединява през 1981 г. През 1984 г. по време на войната между Иран и Ирак, се присъединява към разузнаването в провинция Кюрдестан и основава разузнавателен клон на гвардейците в провинцията. Там се среща с Махмуд Ахмадинеджад, тогава губернатор на северозападния град Хой. Двамата са в близко приятелство и Машей е описан като „другар“ на Ахмадинеджад през това време. Тогава е обявен за член на местния съвет за сигурност на провинция Западен Азербайджан. През 1986 г. е назначен за директор на отдел в министерството на разузнаването. От 1993 до 1997 г. работи като ръководител на отдела за социална политика към Министерството на вътрешните работи при тогавашния президент Али Акбар Хашеми Рафсанджани. Напуска поста си, когато Мохамад Хатами е избран за президент през 1997 г. и започва да работи в държавното радио. След това се присъединява към организацията на културно-художествените дела в Техеран през 1993 г., когато Ахмадинеджад е избран за кмет на града.
След избирането на Ахмадинеджад за президент през 2005 г. Машей става влиятелен член на кабинета му. Той е назначен на 31 декември 2007 г. да ръководи новосъздадения Национален център за изследване на глобализацията. Бивш ръководител е и на Организацията за културното наследство на Иран, а по-рано служи за кратко като заместник-министър на вътрешните работи.
След като подава оставката си като вицепрезидент на Иран през юли 2009 г., Машей е назначен за началник на щаба и съветник на президента Ахмадинеджад.

### Скандали
Според журналиста от „The New York Times“ Томас Ердбринк, „водещи аятоласи и командири“ наричат Машей „масон“, „чужд шпионин“ и „еретик“. Обвиняват го в заговор за свалянето на духовници, които са управлявали Иран след Иранската революция от 1979 г. и за насърчаване на преките връзки с Бога, вместо чрез технически посредници
Машей също така прави публични изявления, които някои смятат за произраелски, например, когато казва, че иранците са „приятели на всички хора по света, дори и на израелците“, и че всеки конфликт или несъгласие е само с израелското правителство. В друг случай той казва: „Никоя нация на света не е наш враг, Иран е приятел на нацията на Съединените щати и Израел, и това е чест“. Той получава критики от духовници и консервативни членове на иранския парламент, както и на Иранския Върховен лидер аятолах Али Хаменеи, който нарича коментарите около израелците „нелогични“. Въпреки това, негови коментари получават предпазлива подкрепа от Ахмадинеджад. Въпреки това, Машей е също така казва, че ако Израел нападне Иран, Иран може да го унищожи в рамките на една седмица. В изявление от 20 май 2010 г., точните му думи са „ционистите ще имат не повече от една седмица, за да живеят“.
На 6 август 2010 г. Машей отново си навлича неприятности от консервативната власт на Иран, след като говори по време на среща с ирански емигранти. Той казва, че идеологията на Иран, в сравнение с държавната религия на шиитски ислям, трябва да бъде разпространена по света. Той посочва, че без Иран, исляма ще бъде загубен и другите ислямски страни се боят от Иран заради това, че е единствената „вярна“ версия на исляма.
Началникът на Генералния щаб на иранските въоръжени сили, генерал Хасан Фирузабади, нарича коментарите на Машей „престъпление срещу националната сигурност“. Твърдолинейният духовник аятолах Мохамед Таки Месба Язди, осъджда думите „за пореден път прави грешни и неподходящи изявления“.
Отделно от тези противоречиви гледни точки Машей е замесен в голямо банково присвояване през 2011 г.

### Президентски избори 2013 г.
Ахмадинеджад няма право по конституция да се кандидатира за трети поредна мандат през 2013 г. „Поверителна дипломатическа информация“, разкрита от WikiLeaks през 2011 г. съобщава, че Машей е „спряган като възможен наследник“ на президента Ахмадинеджад. Той се кандидатира за президентските избори на 11 май. Въпреки това, кандидатурата му е спряна от Съвета на настойниците на 21 май.

## Личен живот
Дъщерята на Машей е омъжена за най-възрастния син на бившия президент Ахмадинеджад от 2008 г. Машей е описан от Ахмадинеджад през 2011 г. като „вдъхновение“.